# Roland MC-5534

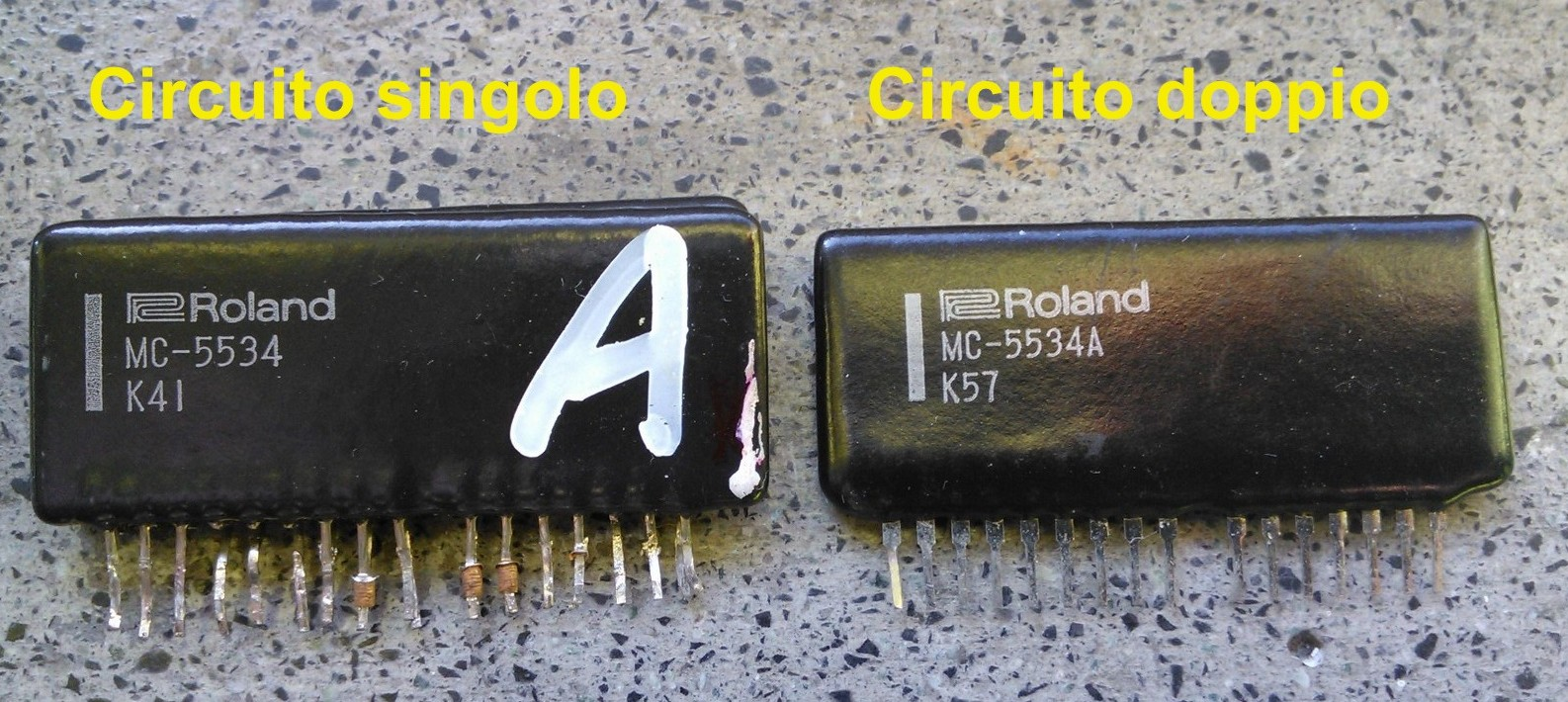
2 versioni del DCO Roland MC-5534

Il Roland MC-5534 è un oscillatore a controllo numerico (DCO Digitally Controlled Oscillator) prodotto dalla Roland capace di generare tre differenti forme d'onda (due rettangolari, a dente di sega e rettangolare di ampiezza variabile) ed utilizzato all'interno di vari sintetizzatori tra cui il Roland Juno-106.
Esistono 3 versioni, l'MC-5534 contiene all'interno una circuiteria singola e viene difatti utilizzato in coppia, mentre l'MC-5534A, l'ultima versione, contiene 2 identici circuiti e quindi può essere utilizzato per sostituire n.2 MC-5534.
Siccome Roland da anni ha concluso la produzione, esistono aziende che producono cloni di questo DCO.